# Carrington, Greater Manchester
Carrington är en ort och civil parish i Storbritannien.   Den ligger i distriktet Trafford i Greater Manchester i riksdelen England, i den centrala delen av landet, 260 km nordväst om huvudstaden London. Carrington ligger 21 meter över havet och antalet invånare är 396.
Terrängen runt Carrington är platt. Runt Carrington är det tätbefolkat, med 636 invånare per kvadratkilometer. Närmaste större samhälle är Manchester, 11,0 km nordost om Carrington. Trakten runt Carrington består i huvudsak av gräsmarker.